# Xecado de Sancul
O xecado de Sancul foi um antigo estado suahili em território que hoje faz parte de Moçambique.
Tal como o xecado de Sangage e o xecado de Quitangonha, o xecado de Sancul foi fundado por muçulmanos vindos do norte. Sancul foi o primeiro a ser fundado, no séc. XVI, após a ocupação da Ilha de Moçambique pelos portugueses. Instalaram-se três quilómetros a sul da Baía de Mocambo, imediatamente a sul da Ilha de Moçambique. Mais tarde, parte da população separou-se e formaram o xecado de Quivolane, mas foram reabsorvidos mais tarde, originando um sistema de alternância de linhagens. O assistente do xeque de Sancul tinha o título de capitão-mor de Quivolane, onde residia.
Parte da população de Sancul voltou a separar-se mais tarde devido a desavenças e fundou o xecado de Sangage, em terras do sultanato de Angoche, o que explica a relação de lealdade ou dependência para com o sultanato. Angoche pretendia expandir a sua influência destacando parte das populações para ocupar novos territórios, como Moma, Pebane, Mogincual e Quivolane.
O xeque de Sancul traficava em escravos a partir da baía de Mocambo e focava-se na manutenção do monopólio comercial de que disfrutava entre os portos do sul. O xeque de Sancul manteve relações próximas dos portugueses e a liderança do xecado alternava entre duas linhagens, de maneira que enquanto um xeque recebia dos portugueses o título de capitão-mor, o outro procurava a confirmação dos portugueses ao cargo. Na década de 1840 sucedeu-se uma controvérsia quando o xeque de Sancul tentou que os seus súbditos fossem admitidos como eleitores de deputados de Moçambique ao parlamento português em Lisboa.
A 25 de setembro de 1861, os portugueses ocuparam Angoche e o sultão Mussa Quanto fugiu para Sancul mas aqui foi preso e levado para a fortaleza de São Sebastião.
Tal como os restantes estados suahilis, Sancul foi anexado a Moçambique pelos portugueses em inícios do séc. XX.

## Xeques
- 1797 - 1800 Mukusedi Muhammad Raja
- 1800 - 1804 Mutirua Muhammad
- 1804 - 1810 Hasan Raja
- 1810 - 1822 Molidi Uthman
- 1822 - 1832 Mukusedi Ali Muhammad Raja
- 1832 - 1841 Burehimu Usufu
- 1842 - 1862 Hasan Musa Mukusedi
- 1863 - 1874 Camakama Molidi
- 1875 - 1886 Abd Allah Usufu ibn Hasan "Umkubu Muntu"
- 1886 - 1898 Hasan Molidi
- 1898 - 1910 Suali ibn Ali Ibrahimu "Marave"